# Treuherz
Treuherz im Original L'Ingénu, auf Deutsch auch unter dem Titel Der Freimütige veröffentlicht, ist ein Kurzroman Voltaires.
Erschienen 1767 bildet er mit den weiteren Werken Zadig (1747/1748) und Candide (1759) eine Einheit.

## Handlung
Ein Hurone aus den kanadischen Kolonien besucht die Bretagne und fällt durch seine freimütige Art sich zu äußern in den biederen Gesellschaft des französischen Königreiches auf.